# Eva Nývltová
Eva Nývltová (Trutnov, 6 febbraio 1986) è un'ex fondista e maratoneta ceca.
In seguito al matrimonio ha aggiunto al proprio il cognome del marito e dalla stagione 2012-2013 si è iscritta alle liste FIS come Eva Vrabcová-Nývltová

## Biografia

### Stagioni 2005-2006
La Nývltová ha esordito in Coppa del Mondo nella 10 km a tecnica libera del 15 gennaio 2005 a Nové Město na Moravě, classificandosi 54ª, e ai Campionati mondiali a Oberstdorf 2005, dove è stata 56ª nella 10 km e 51ª nell'inseguimento.
Ai Mondiali juniores di Kranj 2006 ha vinto la medaglia d'argento nella 5 km a tecnica classica e la medaglia di bronzo nell'inseguimento e nella stessa stagione ha debuttato ai Giochi olimpici invernali: a Torino 2006 si è classificata 45ª nella 10 km e 50ª nella sprint.

### Stagioni 2007-2012
Ai Mondiali di Sapporo 2007 è stata 37ª nella 10 km, 37ª nell'inseguimento e 45ª nella sprint, mentre due anni dopo, nella rassegna iridata di Liberec, si è classificata 56ª nella 10 km e 46ª nella sprint.
Ai XXI Giochi olimpici invernali di Vancouver 2010 si è piazzata 54ª nella 10 km, 39ª nella 30 km, 33ª nella sprint, 50ª nell'inseguimento e 12ª nella staffetta. L'anno dopo ai Mondiali di Oslo è stata 29ª nella 30 km, 34ª nell'inseguimento, 55ª nella sprint e 12ª nella sprint a squadre.

### Stagioni 2013-2017
Nel 2013 ai Mondiali della Val di Fiemme è arrivata 41ª nella 10 km, 26ª nella 30 km, 35ª nella sprint, 14ª nella sprint a squadre e 12ª nella staffetta; nella stagione successiva ha preso parte ai XXII Giochi olimpici invernali di Soči 2014, dove si è piazzata 21ª nella 10 km, 5ª nella 30 km, 11ª nello skiathlon e 10ª nella staffetta.
Ai Mondiali di Falun 2015 è stata 23ª nella 10 km, 9ª nella 30 km e 10ª nello skiathlon.

## Palmarès

### Sci di fondo

#### Mondiali juniores
- 2 medaglie:
  - 1 argento (5 km a Kranj 2006)
  - 1 bronzo (inseguimento a Kranj 2006)

#### Coppa del Mondo
- Miglior piazzamento in classifica generale: 14ª nel 2014

### Atletica leggera
| Anno | Manifestazione  | Sede           | Evento         | Risultato | Prestazione | Note                          |
| ---- | --------------- | -------------- | -------------- | --------- | ----------- | ----------------------------- |
| 2016 | Europei         | Amsterdam      | Mezza maratona | 8ª        | 1h12'01"    |                               |
| 2016 | Giochi olimpici | Rio de Janeiro | Maratona       | 26ª       | 2h33'51"    |                               |
| 2017 | Mondiali        | Londra         | Maratona       | 14ª       | 2h29'56"    | Miglior prestazione personale |
| 2018 | Europei         | Berlino        | Maratona       | Bronzo    | 2h26'31"    | Record nazionale              |
| 2021 | Giochi olimpici | Tokyo          | Maratona       | dnf       | dnf         |                               |